# Cristiana Frumuz
Cristiana Alexandra Frumuz, mariée Ghiţă, née le 19 février 1988, est une coureuse de fond roumaine. Elle est triple championne des Balkans de course en montagne et championne des Balkans de 5 000 mètres 2011.

## Histoire
Cristiana se spécialise d'abord en cross-country où elle démontre de bons résultats. Le 10 décembre 2006, elle participe aux championnats d'Europe de cross-country à San Giorgio su Legnano. Elle se classe 27e junior et décroche la médaille de bronze au classement par équipes. Le 11 mars 2007, elle est sacrée championne junior des Balkans de cross-country à Choumen.
En 2008, elle diversifie ses disciplines. Le 29 juin, elle prend part à l'édition inaugurale des championnats des Balkans de course en montagne à Sapareva Banya. Dominant la course, elle s'impose avec près de deux minutes d'avance sur la Bulgare Rumyana Panovska. Elle remporte de plus l'argent au classement par équipes. En juillet, elle décroche la médaille de bronze du 3 000 mètres steeple lors des championnats de Roumanie d'athlétisme à Bucarest.
Le 10 octobre 2009, elle remporte son premier titre de championne de Roumanie de course en montagne à Vatra Dornei en dominant aisément la concurrence.
Elle connaît une excellente saison 2011. Le 3 mars, elle remporte son premier titre de championne de Roumanie de cross-country à Băile Felix en battant Cristina Casandra. Elle décroche ainsi son ticket pour les championnats des Balkans de cross-country à Kragujevac. Alors que la sextuple championne Olivera Jevtić domine aisément les débats et file vers son septième titre, Cristiana mène le peloton de poursuivantes et décroche la médaille d'argent en battant de quatre secondes sa compatriote Cristina Casandra. Elle double la mise au classement par équipes. Le 17 avril, elle s'impose en solitaire au semi-marathon de Vienne en 1 h 15 min 38 s, reléguant à près de dix minutes ses plus proches poursuivantes. Le 12 juin 2011, elle effectue une course solide aux championnats des Balkans de course en montagne à Dimitrovgrad. Courant dans les talons de la Turque Yağmur Tarhan, elle parvient à la doubler dans le dernier tour mais doit ensuite résister à la remontée de la Bulgare Milka Mihaylova pour décrocher son deuxième titre. Elle double la mise en remportant également le classement par équipes. Le 10 juillet, elle obtient le meilleur résultat d'un athlète roumain tous sexes confondus en décrochant la septième place aux championnats d'Europe de course en montagne à Bursa.
Le 31 mars 2012, elle décroche la médaille de bronze lors des championnats des Balkans de cross-country à Darıca. Elle remporte de plus l'or au classement par équipes. Le 16 septembre, elle remporte le titre de championne de Roumanie de semi-marathon en 1 h 13 min 39 s à Oradea. Elle est ainsi sélectionnée pour les championnats du monde de semi-marathon à Kavarna où elle obtient la 52e place en 1 h 22 min 42 s.
Le 2 mars 2013, elle remporte son second titre de championne de Roumanie de cross-country à Botoșani. Sélectionnée pour les championnats des Balkans de cross-country à Zrenjanin, elle effectue une solide course pour décrocher la troisième marche du podium derrière la favorite locale Sonja Stolić et la Turque Türkan Özata-Erişmiş. Avec ses coéquipières Liliana Maria Danci quatrième et Elena Moagă sixième, elle remporte de plus la médaille d'or au classement par équipes. Le 21 avril, elle effectue une course au coude-à-coude avec sa compatriote Nicoleta Alina Petrescu lors du semi-marathon de Cluj. Elle parvient à arracher la victoire au sprint pour deux secondes[réf. nécessaire].
En 2014, elle épouse l'athlète Ionuţ Ghiţă puis met sa carrière sportive entre parenthèses pour donner naissance à son premier enfant.
Elle fait son retour à la compétition en 2015 et remporte la médaille de bronze aux championnats des Balkans de course en montagne à Bușteni.
Le 8 juin 2016, elle revient au sommet de sa forme et décroche son troisième titre de championne des Balkans de course montagne à Nova Zagora en battant sa compatriote Denisa Dragomir.
Elle devient par la suite présidente de l'Association d'athlétisme du județ de Buzău.

## Palmarès

### Route/cross
| Année | Compétition                                       | Lieu        | Place | Épreuve       | Temps           |
| ----- | ------------------------------------------------- | ----------- | ----- | ------------- | --------------- |
| 2007  | Championnats des Balkans juniors de cross-country | Choumen     | 1re   | Cross-country | 10 min 35 s     |
| 2009  | Championnats des Balkans espoirs de cross-country | Surčin      | 3e    | Cross-country | 23 min 3 s      |
| 2011  | Championnats de Roumanie de cross-country         | Băile Felix | 1re   | Cross-country |                 |
| 2011  | Championnats des Balkans de cross-country         | Kragujevac  | 2e    | Cross-country | 28 min 32 s     |
| 2011  | Semi-marathon de Vienne                           | Vienne      | 1re   | Semi-marathon | 1 h 15 min 38 s |
| 2011  | Semi-marathon de Bucarest                         | Bucarest    | 2e    | Semi-marathon | 1 h 18 min 2 s  |
| 2011  | Championnats d'Europe de cross-country            | Velenje     | 15e   | Cross-country | 27 min 1 s      |
| 2012  | Championnats des Balkans de cross-country         | Darıca      | 3e    | Cross-country | 27 min 10 s     |
| 2012  | Championnats de Roumanie de semi-marathon         | Oradea      | 1re   | Semi-marathon | 1 h 13 min 39 s |
| 2013  | Championnats de Roumanie de cross-country         | Botoșani    | 1re   | Cross-country | 29 min 36 s     |
| 2013  | Championnats des Balkans de cross-country         | Zrenjanin   | 3e    | Cross-country | 28 min 38 s     |
| 2013  | Semi-marathon de Cluj                             | Cluj-Napoca | 1re   | Semi-marathon | 1 h 16 min 58 s |
| 2013  | Semi-marathon de Bucarest                         | Bucarest    | 3e    | Semi-marathon | 1 h 20 min 29 s |

### Piste
| Année | Compétition                           | Lieu      | Place | Épreuve | Temps          |
| ----- | ------------------------------------- | --------- | ----- | ------- | -------------- |
| 2011  | Championnats des Balkans d'athlétisme | Sliven    | 1re   | 5 000 m | 17 min 18 s 04 |
| 2012  | Championnats des Balkans d'athlétisme | Eskişehir | 4e    | 3 000 m | 9 min 55 s 87  |
| 2013  | Universiade d'été                     | Kazan     | 7e    | 5 000 m | 16 min 39 s 07 |

### Course en montagne
| no  | féminin            | Course                                         | Longueur | Départ           | Temps       |
| --- | ------------------ | ---------------------------------------------- | -------- | ---------------- | ----------- |
| 1re | Médaille d'or      | Championnats des Balkans de course en montagne | 6,6 km   | 29 juin 2008     | 45 min 40 s |
| 1re | Médaille d'or      | Championnats de Roumanie de course en montagne | 8 km     | 10 octobre 2009  | 39 min 25 s |
| 1re | Médaille d'or      | Championnats de Roumanie de course en montagne | 8 km     | 9 octobre 2010   | 38 min 49 s |
| 1re | Médaille d'or      | Championnats des Balkans de course en montagne | 8 km     | 12 juin 2011     | 36 min 52 s |
| 7e  | 7e                 | Championnats d'Europe de course en montagne    | 8,5 km   | 10 juillet 2011  | 50 min 20 s |
| 1re | Médaille d'or      | Championnats de Roumanie de course en montagne | 8 km     | 19 août 2012     |             |
| 10e | 10e                | Championnats du monde de course en montagne    | 8,8 km   | 2 septembre 2012 | 49 min 24 s |
| 1re | Médaille d'or      | Championnats de Roumanie de course en montagne | 9 km     | 10 août 2013     |             |
| 3e  | Médaille de bronze | Championnats des Balkans de course en montagne | 9 km     | 15 août 2015     | 49 min 49 s |
| 1re | Médaille d'or      | Championnats des Balkans de course en montagne | 8,36 km  | 8 juin 2016      | 41 min 33 s |

## Records
| Épreuve              | Épreuve              | Performance     | Date            | Lieu     |
| -------------------- | -------------------- | --------------- | --------------- | -------- |
| 800 mètres           | Plein air            | 2 min 10 s 55   | 5 juin 2010     | Bâle     |
| 1 500 mètres         | Plein air            | 4 min 22 s 27   | 8 juin 2012     | Bucarest |
| 1 500 mètres         | En salle             | 4 min 22 s 06   | 27 février 2010 | Bucarest |
| 3 000 mètres         | Plein air            | 9 min 37 s 18   | 7 juin 2013     | Bucarest |
| 3 000 mètres         | En salle             | 9 min 26 s 86   | 19 février 2011 | Bucarest |
| 5 000 mètres         | 5 000 mètres         | 16 min 0 s 81   | 10 août 2011    | Bucarest |
| 3 000 mètres steeple | 3 000 mètres steeple | 10 min 41 s 31  | 5 juillet 2008  | Bucarest |
| Semi-marathon        | Semi-marathon        | 1 h 15 min 38 s | 17 avril 2011   | Vienne   |